# Harry Schulz

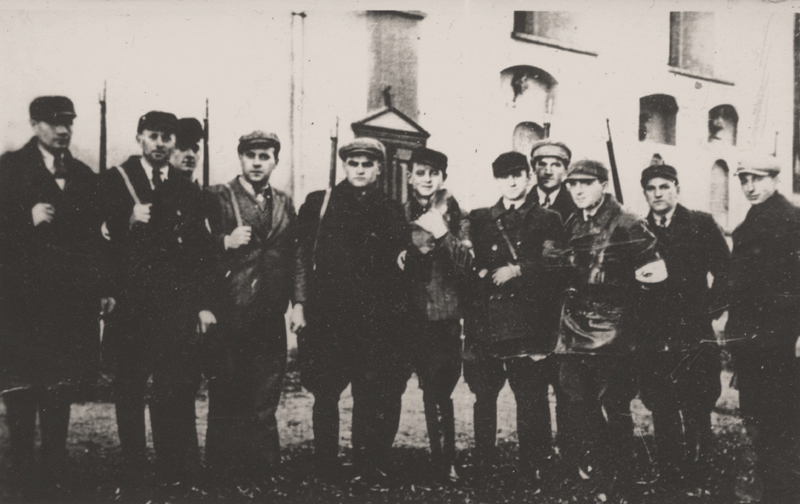
Selbstschutz-medlemmar i Łobżenica. Harry Schulz är sjätte man från vänster.

Harry Schulz, född 20 april 1910 i Łódź, Kejsardömet Ryssland, död 22 februari 1954, var en folktysk Selbstschutz-ledare och dömd krigsförbrytare. Under de första månaderna av den tyska ockupationen av Polen år 1939 var han ställföreträdande befälhavare för det paramilitära Selbstschutz i Lobsens i norra Wartheland. Han var därtill kommendant för det provisoriska koncentrationsläger som inrättats i klosterbyggnaden i Górka Klasztorna.
Efter andra världskriget ställdes Schulz inför rätta inför en domstol i Bydgoszcz. Han befanns skyldig till mord på 186 personer i distriktet kring Wyrzysk och dömdes till döden. Han avrättades genom hängning den 22 februari 1954.